# غابة بن عكنون
غابة بن عكنون هي غابة تقع في بن عكنون بولاية الجزائر، تدار من قبل هيئة المحافظة على الغابات في الجزائر تحت إشراف المديرية العامة للغابات.

## الموقع
تقع غابة بن عكنون على بعد 20 كم جنوب غرب الجزائر العاصمة، وهي تقع ببلدية بن عكنون في متيجة. تبلغ مساحتها 304 هكتار (750 أكر). وتضم منتزه بن عكنون، هو منتزه حديقة حيوانات ومدينة ملاهي جنوب غرب الجزائر، افتتح في منطقة سعيد حمدين عام 1982، يزورها العديد من العوائل، ومحبي الرياضات، وتوجد فيها بعض المطاعم واماكن الترفيه واللعب.

## روابط خارجية
- Réserve de chasse de Zéralda (RCZ)
- Centre cynégétique de Zéralda (CCZ)
- Institut national de recherche forestière (INRF)
- Ministère de l'Agriculture et du Développement rural نسخة محفوظة 19 نوفمبر 2016 على موقع واي باك مشين.
- Ministère de l'Enseignement supérieur et de la Recherche scientifique نسخة محفوظة 25 أغسطس 2013 على موقع واي باك مشين.